# Ras Ejder
Ras Ejder ou Ras el Jdir (em árabe: راس اجدير) é uma cidade da Líbia na fronteira com a Tunísia.